# Vriend-in-noodfraude
Vriend-in-noodfraude, whaling, WhatsAppfraude of hulpvraagfraude is een vorm van fraude of oplichting waarbij er geprobeerd wordt om mensen geld te laten overmaken naar de bankrekening van de oplichter door zich voor te doen als een bekende.

## Methode
De vriend-in-noodfraude werkt als volgt. Een "bekende" stuurt via WhatsApp, Facebook of ander communicatiekanaal vanaf een onbekend nummer een tekstbericht dat diegene een nieuw telefoonnummer heeft. Indien het bericht niet via WhatsApp zelf wordt verstuurd, maar via bijvoorbeeld Facebook of SMS, wordt hierbij vaak gevraagd om een WhatsApp-bericht naar het nummer te sturen. De profielfoto lijkt gewoon te kloppen en is van de bekende. Na een kort gesprek met tekstberichten maakt de "bekende" duidelijk dat die in acute geldnood zit en er met haast een betaling gedaan moet worden, vandaag nog. Het kan ook gebeuren dat de "bekende" hiervoor een Tikkie stuurt.
De communicatie met deze "bekende" kan ofwel alleen maar plaatsvinden via tekstberichten in Whatsapp/Facebook/etc (bijvoorbeeld omdat de telefoon stuk is), ofwel als men belt met dit onbekende nummer van de "bekende" en de stem van deze persoon maar vaag te horen is, er iets anders vreemds mee aan de hand is of het gesprek zomaar stopt.
Als vervolgens de ontvanger overtuigd is en geld overmaakt, wordt dit vervolgens door middel van een geldezel opgenomen van de bankrekening.
De "bekende" is echter iemand die zich voordoet als diegene die men kent en gebruikt daarbij persoonlijke informatie van sociale media van de echte bekende om een geloofwaardig verhaal over te brengen. Ook de profielfoto en de tekstfragmenten in het vreemde telefoongesprek zijn afkomstig van berichten die de echte bekende daar gedeeld heeft.

### Kaping van een account
Vriend-in-noodfraude kan ook plaats vinden als er gebruik gemaakt wordt van een bekend nummer na WhatsApp-kaping of kaping van het e-mail- of Facebookaccount.
Criminelen installeren WhatsApp op hun apparaat en geven dan het telefoonnummer op van een ander. WhatsApp stuurt dan een verificatiecode naar dat nummer. Criminelen proberen dan bij de desbetreffende de verificatiecode te ontfrutselen onder het mom van dat deze code per ongeluk naar de verkeerde is gestuurd. Een andere methode is om de code via voicemail te laten ontvangen bij de ander, waarna deze onbeveiligde voicemail eenvoudig afgeluisterd kan worden. Als het gelukt is de verificatiecode te bemachtigen en WhatsApp met het nummer van een ander te installeren, kunnen criminelen zich nog eenvoudiger voordoen als die ander en zo geld over laten maken.

## Voorkomen
Vriend-in-noodfraude kan worden voorkomen door de bekende op het oude telefoonnummer te bellen en via die weg te vragen of deze gevraagd heeft om geld over te maken. Alleen wanneer er telefonisch een normaal gesprek heeft plaatsgevonden dient er pas geld overgemaakt te worden.Ook is het verstandig dat als men zomaar een bericht ontvangt dat iemand een nieuw telefoonnummer heeft omdat zijn/haar telefoon kapot is om hier niet zomaar op te reageren, ook niet als dit afkomstig is van een bekend nummer, maar dit bericht meteen te verwijderen. Als mensen een nieuw telefoonnummer zullen krijgen, laten ze dit altijd van tevoren weten. 

## Schade
De schade die door deze fraude ontstaat wordt niet door banken vergoed.
Gemiddeld worden slachtoffers voor een bedrag van ruim tweeduizend euro opgelicht.
In mei 2020 werden in Nederland 24 verdachten opgepakt vanwege WhatsAppfraude die samen voor 75.000 mensen via deze vorm van fraude hadden opgelicht. In het voorjaar van 2020 deden in Nederland ongeveer 700 mensen per week aangifte bij de politie van vriend-in-noodfraude.